# Ryukyu Shimpo
Ryukyu Shimpo (en japonès 琉球新報, Ryūkyū Shinpō, literalment "Notícies Ryukyu") va ser el primer diari de la Prefectura d'Okinawa al Japó, fundat l'any 1893 per Shō Jun, i encara es publica diàriament avui. El diari està molt compromès en el desenvolupament i modernització d'aquesta prefectura illenca tot promocionant fires i exhibicions sobre innovació tecnològica. El grup Ryukyu Shimpo també està format per altres empreses de comunicació com ràdio, televisió i publicitat.